# 792-й истребительный авиационный полк
792-й истребительный авиационный полк (792-й иап) — воинская часть Военно-воздушных сил (ВВС) Вооружённых Сил РККА, принимавшая участие в боевых действиях Великой Отечественной войны.

## История наименований полка
За весь период своего существования полк своё наименование не менял — 792-й истребительный авиационный полк.

## Создание полка
792-й истребительный авиационный полк начал формироваться 8 марта 1942 года в Закавказском военном округе при 11-м запасном истребительном авиационном полку на базе 292-го «А» иап по штату 015/174 на самолётах ЛаГГ-3. Окончив формирование полк передан в состав ВВС Московского военного округа 10 апреля 1942 года.
В мае 1942 года включён в состав вновь формируемой 220-й истребительной авиационной дивизии ВВС Юго-Западного фронта. 15 мая полк вступил в боевые действия против фашистской Германии и её союзников на самолётах ЛаГГ-3. 18 мая 1942 года полком одержаны первые известные воздушные победы в Отечественной войне: в групповых воздушных боях в районе Харькова лётчики полка сбили 2 немецких бомбардировщика (Ju-88 и He-111) и 1 истребитель Ме-109.
Спешно сформированная 220-я иад на участке боевых действий 28-й армии выставила 791-й иап и 792-й иап. Полк прикрывал боевые порядки войск 28-й армии Юго-Западного фронта от налётов немецких бомбардировщиков. Результаты первых боевых вылетов полка: 3 ЛаГГ-3 не вернулись на свой аэродром. После четырёх дней интенсивных боёв, 792-й иап прекратил существование, передав оставшуюся исправной матчасть 792-му полку.
30 мая полк передан в оперативное подчинение штаба 228-й штурмовой авиационной дивизии ВВС Юго-Западного фронта для выполнения задач по прикрытию штурмовиков. 13 июня 1942 года полк вместе с 228-й шад вошёл в состав 8-й воздушной армии Юго-Западного фронта (сформирована приказом НКО СССР № 00119 от 09.06.1942 на базе ВВС Юго-Западного фронта). 25.06.1942 — 26.06.1942 полк расформирован в составе 8-й воздушной армии.
В составе действующей армии полк находился с 15 мая по 26 июня 1942 года.

## Командиры полка
- майор Козырев Николай Иванович[1], 04.1942 — 26.06.1942

## В составе соединений и объединений
| Период        | Фронт (округ)              | армия               | дивизия                                       | примечание                             |
| ------------- | -------------------------- | ------------------- | --------------------------------------------- | -------------------------------------- |
| 08.03.1942 г. | Закавказский военный округ | ВВС округа          | 11-й запасной истребительный авиационный полк | Кировабад, Азербайджанская ССР, ЛаГГ-3 |
| 10.04.1942 г. | Московский военный округ   | ВВС округа          |                                               | ЛаГГ-3                                 |
| 13.05.1942 г. | Юго-Западный фронт         | ВВС фронта          | 220-я истребительная авиационная дивизия      | ЛаГГ-3                                 |
| 30.05.1942 г. | Юго-Западный фронт         | ВВС фронта          | 228-я штурмовая авиационная дивизия           |                                        |
| 13.06.1942 г. | Юго-Западный фронт         | 8-я воздушная армия | 228-я штурмовая авиационная дивизия           |                                        |
| 26.06.1942 г. | Юго-Западный фронт         | 8-я воздушная армия | 228-я штурмовая авиационная дивизия           | расформирован                          |

## Участие в операциях и битвах
- Харьковская операция — с 15 мая по 25 мая 1942 года

## Отличившиеся воины
- Корольков Сергей Иванович, капитан, лётчик полка, Указом Президента Российской Федерации № 2259 от 31 декабря 1994 года удостоен звания Героя Российской Федерации (посмертно).
- Пишкан, Иван Аникеевич, лётчик полка, 1 ноября 1943 года удостоен звания Герой Советского Союза будучи капитаном, командиром эскадрильи 31-го гвардейского истребительного авиационного полка 6-й гвардейской истребительной авиационной дивизии 8-й воздушной армии. Золотая Звезда № 1279.
- Твеленев Михаил Степанович, лётчик полка, удостоен звания Герой Советского Союза будучи командиром звена 9-го гвардейского истребительного авиационного полка (303-я истребительная авиационная дивизия, 1-я воздушная армия, 3-й Белорусский фронт).

## Лётчики-асы полка
| Фамилия, имя отчество          | Награды | Сбито самолётов (+ в группе) | Примечание |
| ------------------------------ | ------- | ---------------------------- | --- |
| Григорович Владимир Степанович |         | 5 + 13                       | Лётчик полка: май — июнь 1942. Боевых вылетов: 312                                                                 |
| Корольков Сергей Иванович      |         | 8 + 4                        | Лётчик полка: май — июль 1942. Боевых вылетов: 268. Пропал без вести 11 июля 1943 г. Не вернулся с боевого задания |
| Пишкан Иван Аникеевич          |         | 15 + 33                      | Лётчик полка: май — июнь 1942. Боевых вылетов: 575                                                                 |
| Твеленев Михаил Степанович     |         | 11 + 3                       | Лётчик полка: апр. — июль 1942. Боевых вылетов: 310; воздушных боёв: 116                                           |

## Итоги боевой деятельности полка
Всего за годы Великой Отечественной войны полком:
| Выполнено боевых вылетов | Сбито самолётов в воздухе | Проведено воздушных боёв |
| ------------------------ | ------------------------- | ------------------------ |
| 314                      | 27                        | 21                       |

Свои потери:
| Потеряно самолётов, всего | Погибло лётчиков всего |
| ------------------------- | ---------------------- |
| 10                        | 6                      |

## Самолёты на вооружении
| Период | Самолёты | Фото |
| ------ | -------- | ---- |
| 1942   | ЛаГГ-3   |      |